# 안상현 (1963년)
안상현(1963년 ~)은 대한민국의 정치인이다. 강원도의원을 역임했으며 제16대 국회의원을 역임했다.

## 역대 선거 결과
|  | 57.72% |

|  | 55.38% |

|  | 35.9% |